# Air Montmagny
Air Montmagny — канадская авиакомпания местного значения со штаб-квартирой в Монманьи, провинция Квебек. Компания специализируется на чартерных и грузовых авиаперевозках.

## Общая информация
Постоянными клиентами Air Montmagny являются жители острова Гросс-Айл (также известного, как остров Иль-де-ла-Карантин), главным образом служащие организаций и предприятий острова, а также VIP-персоны. Поскольку с островом в зимнее время нет паромной переправы, рейсы авиакомпании становятся главным связующим звеном острова с континентальной частью страны, обеспечивая перевозку пассажиров, товаров, грузов, а также являясь своего рода «школьными автобусами» для учащихся школ в Монманьи.

## Флот
По состоянию на май 2009 года воздушный парк авиакомпании Air Montmagny составляли следующие самолёты:
- Cessna 206 — 1 единица;
- Britten-Norman Islander — 2 единицы.